# Норисринг

Схема трассы с 1972

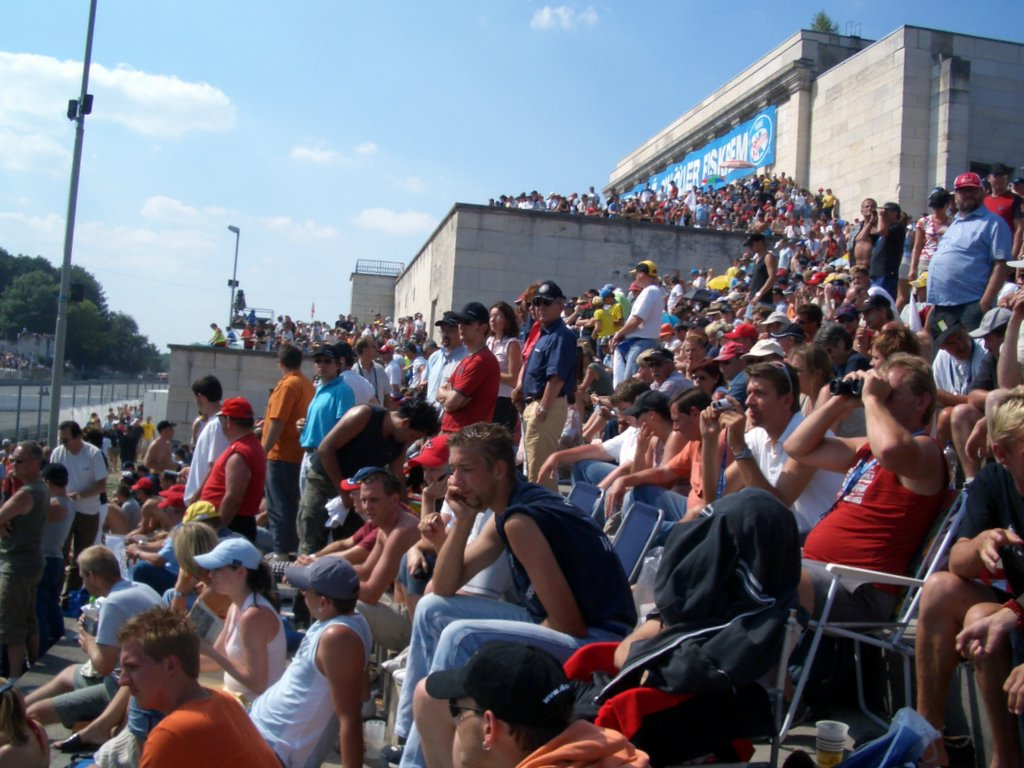
Зрители на Каменной Трибуне Норисринга

Норисринг — уличная гоночная трасса в Нюрнберге, открытая в 1947 году на Поле Цеппелина, где проводились нацистские шествия и парады. С 1950 г. называется Норисринг во избежание путаницы с трассой Нюрбургринг. Первоначально трасса использовалась для мотогонок, отчасти из-за сосредоточения в Нюрнберге предприятий мотопромышленности. С 1960 г. на трассе проводятся гонки спортивных и кузовных машин.
Длина трассы составляет 2300 м, официально она состоит из 8 поворотов, составляющих 3 комплекса — 2 шпильки с доворотами и s-образную связку на задней прямой. Движение осуществляется против часовой стрелки. Основа трассы — оставшаяся еще со времен нацистских парадов 360-метровая каменная трибуна (Steintribune), вокруг которой и проложена трасса. Длина трассы неоднократно менялась, от 2 до 4 км, пока в 1972 г. не приняла свой нынешний вид. В 2005 г. каменную трибуну и расположенную напротив трибуну Цеппелин соединил подземный переход.
На трассе проводились соревнования различных немецких и международных чемпионатов, из которых наиболее известны чемпионат мира спортивных машин (позже ЧМ по гонкам на выносливость) и ДТМ (с предшественником — DRM).
Несмотря на простые очертания, трасса предлагает очень интересные гонки (обычно проходящими во второй половине июня), и вызывает обильный приток народа, за что её нередко называют немецким Монако. Шпильки (Grundigkehre — в честь расположенного рядом здания Grundig Tower — и Dutzendteichkehre — в честь расположенного рядом озера Dutzendteich) с доворотами требуют большого внимания при торможении и дают большую нагрузку на тормоза. Связка Schöller ограничена трибунами и не имеет зоны вылетов, на выходе гонщики выскакивают на бетонные плиты тротуара, и при слишком высокой скорости гонщик ударяется правой стороной об стену, что дало повод назвать её «Стеной Позора», аналогично «Стене чемпионов» на трассе Ф1 в Монреале (предъявляющей к гонщикам и машинам схожие требования). Кроме того, гонки на Норисринге часто сопровождаются дополнительными, негоночными мероприятиями, такими как концерты популярных немецких групп.
В 1971 г. мексиканский гонщик Педро Родригес, управляя Феррари 512, врезался в стену перед связкой и погиб в огне. В 2006-м на месте гибели был установлен памятный знак. Также в июне 1988 года на Норисринге во время этапа немецкой Ф3 разбился насмерть Чаба Кешьяр.

## 200 миль Норисринга
С 1967 по 1989 г. на Норисринге проводилась гонка 200 миль Норисринга. Гонка начала проводиться в 1967 г. по инициативе ADAC, а в 1970 г. вошла в Интерсерию и первоначально участвовали различные спорткары. В 1973 г. ДРМ провел 100км (62мили) гонку, а в следующем году перенял от Интерсерии 200-мильный (320км) формат. ПОскольку в ДРМ участвовали более медленные автомобили Гран Туризмо и туринга, то гонка проводилась отдельно для каждого класса, что в сумме и давало 200миль. С переходом ДРМ на регламент Группы С стала проводиться одна 200-мильная гонка. После прекращения существования ДРМ в 1986 и 1987 гг. гонка была включена в расписания ЧМ среди Спортпротипов, будучи самой короткой его гонкой в противовес самой длинной — 24 часа Ле-Мана. Преемник ДРМ, Суперкубок, также проводил гонку в Норисринге, причем в то же время что и ЧМ Прототипов, в 1987 г. они выбрали более короткий формат гонки поддержки, а в 1988 и 1989 г. провели самостоятельно на полную длину, поскольку ЧМ прототипов отказался от этапа.
ДТМ, провел здесь первую гонку в 1984 г., затем вернулся сюда в 1987 г., а с 1988 г. проводил 2 100 км гонки, до своего краха в 1996 г., после чего сюда приезжал STW, а с 2000 г. сюда приезжает возрожденный ДТМ.

## Победители 200 миль Норисринга
| Год           | Гонщик(и)                    | Команда                      | Машина                   | Серия                   |               |
| 3,9 км кольцо | 3,9 км кольцо                | 3,9 км кольцо                | 3,9 км кольцо            | 3,9 км кольцо           | 3,9 км кольцо |
| ------------- | ---------------------------- | ---------------------------- | ------------------------ | ----------------------- | ------------- |
| 1967          | Франк Гарднер                | Sid Taylor                   | Lola T70 Mk.3-Chevrolet  | не входила в чемпионаты |               |
| 1968          | Дэвид Пайпер                 | Piper Racing                 | Ferrari 330 P3/4         | не входила в чемпионаты |               |
| 1969          | Брайан Редман                | Sid Taylor                   | Lola T70 Mk.3-Chevrolet  | не входила в чемпионаты |               |
| 1970          | Юрген Нойхауз                | Gesipa Racing Team           | Porsche 917K             | Интерсерия              |               |
| 1971          | Крис Крафт                   | Ecurie Evergreen             | McLaren M8E-Chevrolet    | Интерсерия              |               |
| 2,3 км кольцо |                              |                              |                          |                         |               |
| 1972          | Лео Киннунен                 | AAW Racing Team              | Porsche 917/10 TC        | Интерсерия              |               |
| 1973          | Лео Киннунен                 | AAW Racing Team              | Porsche 917/10 TC        | Интерсерия              |               |
| 1974          | Ханс-Йоахим Штук             | BMW Motorsport GmbH          | BMW 3.0 CSL              | DRM (Дивизион1)         |               |
| -             | Дитер Глемстер               | Castrol Team Zakspeed        | Ford Escort              | DRM (Дивизион 2)        |               |
| 1975          | Йохен Масс                   | Ford Werke AG                | Ford Capri RS 3100       | DRM (Дивизион 1)        |               |
| -             | Йорг Обермозер               | Warsteiner GS-Tuning         | BMW 2002                 | DRM (Дивизион 2)        |               |
| 1976          | Боб Уоллек                   | Vaillant Kremer Racing       | Porsche 934              | DRM (Дивизион 1)        |               |
| -             | Клаус Людвиг                 | Europa Möbel Team Zakspeed   | Ford Escort II           | DRM (Дивизион 2)        |               |
| 1977          | Рольф Штоммелен              | Gelo Racing                  | Porsche 935              | DRM (Дивизион 1)        |               |
| -             | Эдди Чивер                   | BMW Junior Team              | BMW 320                  | DRM (Дивизион 2)        |               |
| 1978          | Манфред Шурти                | Jägermeister Max Moritz Team | Porsche 935/77A          | DRM (Дивизион 1)        |               |
| -             | Харальд Эртль                | Sachs Sporting               | BMW 320 Turbo            | DRM (Дивизион 2)        |               |
| 1979          | Клаус Людвиг                 | Porsche Kremer Racing        | Porsche 935 K3           | DRM (Дивизион 1)        |               |
| -             | Манфред Винкельхок           | Rodenstock Würth Team        | BMW 320 Turbo            | DRM (Дивизион 2)        |               |
| 1980          | Джон Фицпатрик               | Dick Barbour Racing          | Porsche 935 K3/80        | DRM (Дивизион 1)        |               |
| -             | Харальд Эртль                | Sachs Sporting               | Ford Capri Turbo         | DRM (Дивизион 2)        |               |
| 1981          | Ханс-Йоахим Штук             | Team Schnitzer               | BMW M1 Turbo             | DRM (Дивизион 1)        |               |
| -             | Ханс Хайер                   | Team GS-Sport                | Lancia Monte Carlo Turbo | DRM (Дивизион 2)        |               |
| 1982          | Йохен Масс                   | Rothmans Porsche             | Porsche 956              | DRM                     |               |
| 1983          | Боб Уоллек                   | Warsteiner Joest Racing      | Porsche 956              | DRM                     |               |
| 1984          | Тьерри Бутсен                | Джон Фицпатрик Racing        | Porsche 956B             | DRM                     |               |
| 1985          | Штефан Беллоф                | Brun Motorsport              | Porsche 956B             | DRM                     |               |
| 1986          | Клаус Людвиг                 | Blaupunkt Joest Racing       | Porsche 956B             | WSPC & Суперкубок       |               |
| 1987          | Джонатан Палмер Мауро Бальди | Liqui Moly Equipe            | Porsche 962C GTi         | WSPC & Суперкубок       |               |
| 1988          | Жан-Луи Шлессер              | Team Sauber Mercedes         | Sauber C9-Mercedes       | Суперкубок              |               |
| 1989          | Франк Желински               | Joest Racing                 | Porsche 962C             | Суперкубок              |               |